# Liste von Basketballvereinen in Burundi
Diese Liste ist eine Aufstellung von Basketballvereinen in Burundi.
| Verein        | Logo | Ort       | Nationale Meisterschaften | Sportstätte | Sonstiges und Webadresse                            | Belege              |
| ------------- | ---- | --------- | ------------------------- | ----------- | --------------------------------------------------- | ------------------- |
| Aigle Noir    |      | Makamba   |                           |             |                                                     | [ 1 ]               |
| Brothers      |      | Cankuzo   |                           |             |                                                     | [ 1 ]               |
| Berco Stars   |      |           |                           |             |                                                     | [ 2 ] [ 3 ]         |
| Foudres       |      | Bujumbura |                           |             |                                                     | [ 4 ]               |
| Dynamo BBC    |      | Bujumbura | 2016, 2019, 2023          |             | Liste von Basketballspielern von BBC Dynamo Burundi | [ 5 ] [ 1 ]         |
| Gymkhana BBC  |      | Bujumbura |                           |             |                                                     | [ 6 ] [ 1 ]         |
| Les Hippos    |      | Bujumbura |                           |             |                                                     | [ 1 ]               |
| Olympic       |      | Bujumbura |                           |             |                                                     | [ 7 ]               |
| New Star BBC  |      | Bujumbura | 2018, 2021                |             |                                                     | [ 8 ] [ 1 ]         |
| Remesha       |      | Bujumbura |                           |             |                                                     | [ 1 ]               |
| Rumuri        |      | Bujumbura |                           |             |                                                     | [ 9 ]               |
| Kern          |      | Bujumbura |                           |             |                                                     | [ 10 ]              |
| Tigers        |      |           |                           |             |                                                     | [ 1 ]               |
| Muzinga Ngozi |      | Bujumbura |                           |             |                                                     | [ 11 ]              |
| Imbeya        |      |           |                           |             |                                                     |                     |
| Urunani BBC   |      | Bujumbura | 2012, 2013, 2014, 2022    |             | https://www.urunani.com/                            | [ 12 ] [ 1 ] [ 13 ] |
| Young Eagles  |      | Gitega    |                           |             |                                                     | [ 1 ]               |

Diese Tabelle erhebt keinen Anspruch auf Vollständigkeit.